# Casa da Torre (Soutelo)

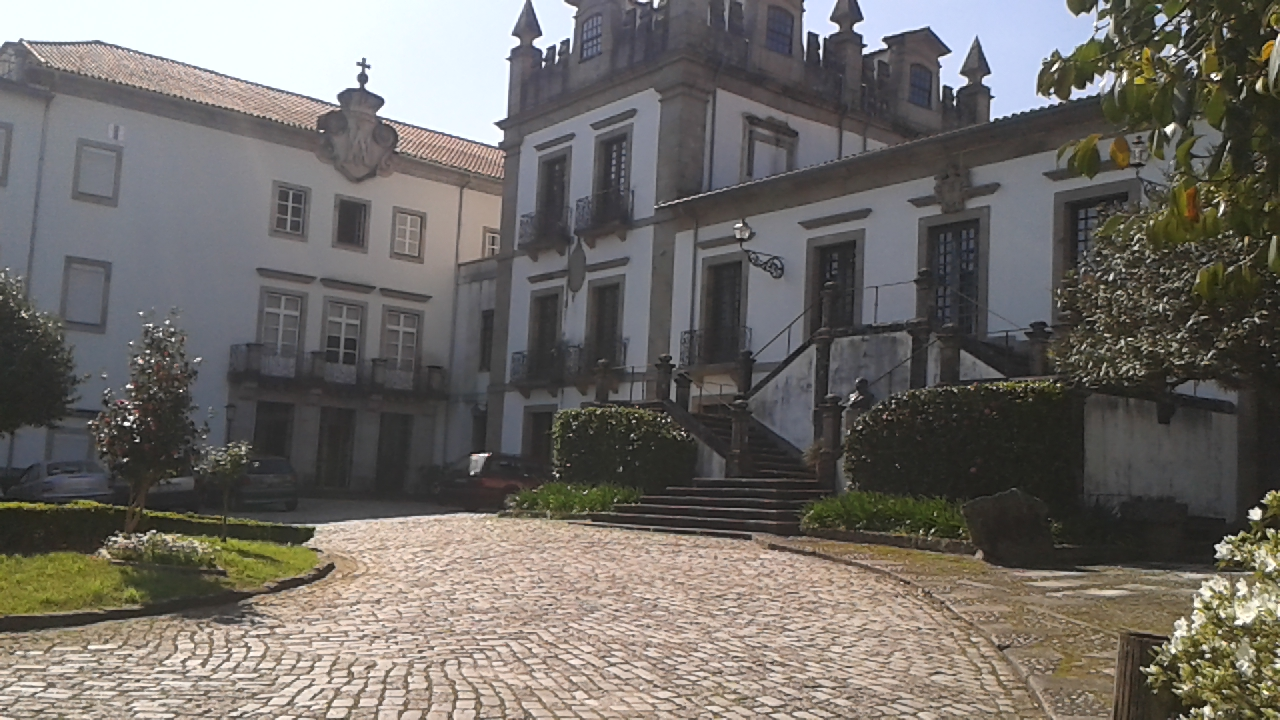
Casa da Torre em Soutelo

Casa da Torre, ou Solar da Torre, é um solar barroco situado em Soutelo, no Município de Vila Verde, no Distrito de Braga.
Construído no século XVIII, tem alguns elementos arquitetónicos típicos da Idade Média, como o caso da torre. 

## Descrição
[carece de fontes?]
É uma casa rural, onde a utilização inicial era de residência.  Implantada no Vale do Rio Cávado, próxima da Foz do Rio Homem é vedada por um muro alto e com portão de entrada de frontão curvilíneo, no qual ao centro está incrustado o brasão de Viscondes da Torre. A casa é composta por 3 corpos: torre, casa e capela. A torre tem 3 pisos e é o volume mais alto; a casa tem 2 pisos, onde o andar nobre mantém os tetos de madeira intactos e alguns armários de madeira embutidos, assim como algum soalho e uma sala apainelada. A capela que é o volume mais baixo tem a fachada principal virada para o exterior.
[carece de fontes?]

## Cronologia
[carece de fontes?]
[carece de fontes?]